# 써드 퍼슨
《써드 퍼슨》(영어: Third Person)은 2013년 공개된 폴 해기스 감독의 로맨스 영화이다. 리엄 니슨, 밀라 쿠니스, 에이드리언 브로디, 올리비아 와일드 등이 출연했다.

## 출연
- 리암 니슨 - 마이클
- 밀라 쿠니스 - 줄리아
- 킴 베이싱어 - 일레인
- 애드리언 브로디 - 스캇
- 올리비아 와일드 - 안나
- 제임스 프랭코 - 릭
- 캐럴라인 구돌 - 거트너 박사
- 데이비드 헤어우드 - 제이크 롱
- 리카르도 스카마르초 - 마르코
- 로안 샤바놀 - 샘
- 패트릭 더건